# Phönix (Mythologie)

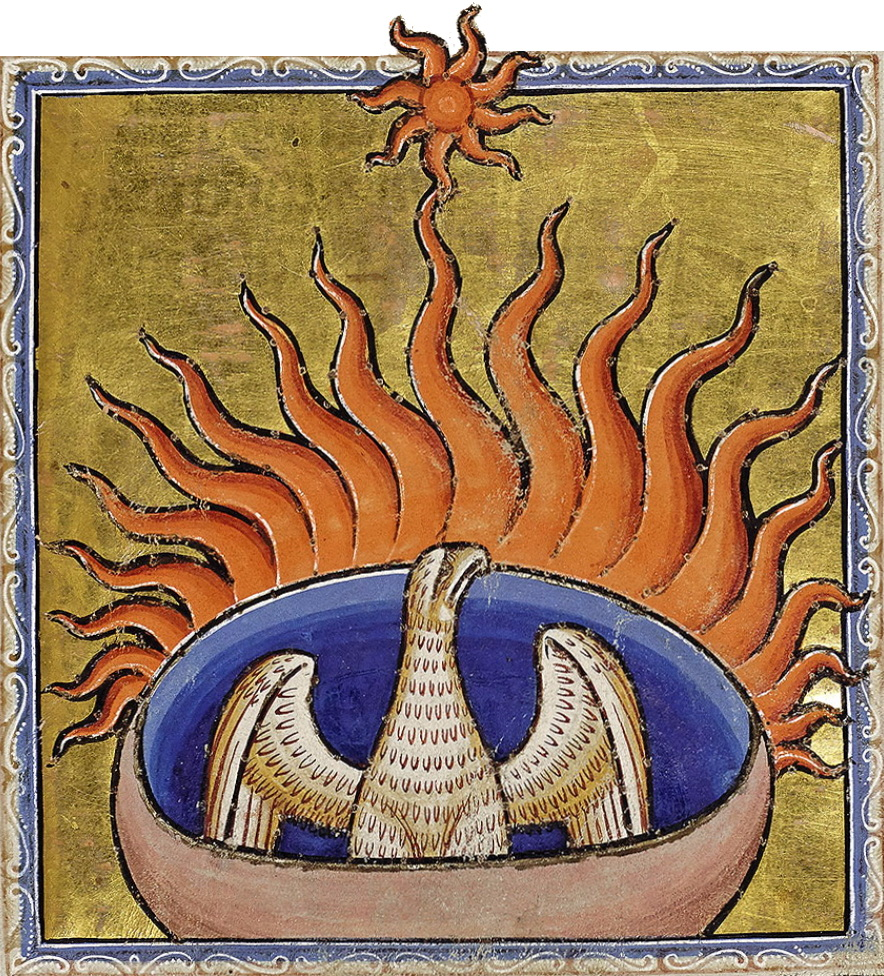
Ein Phönix in den Flammen (Bestiarium von Aberdeen, 12. Jahrhundert)

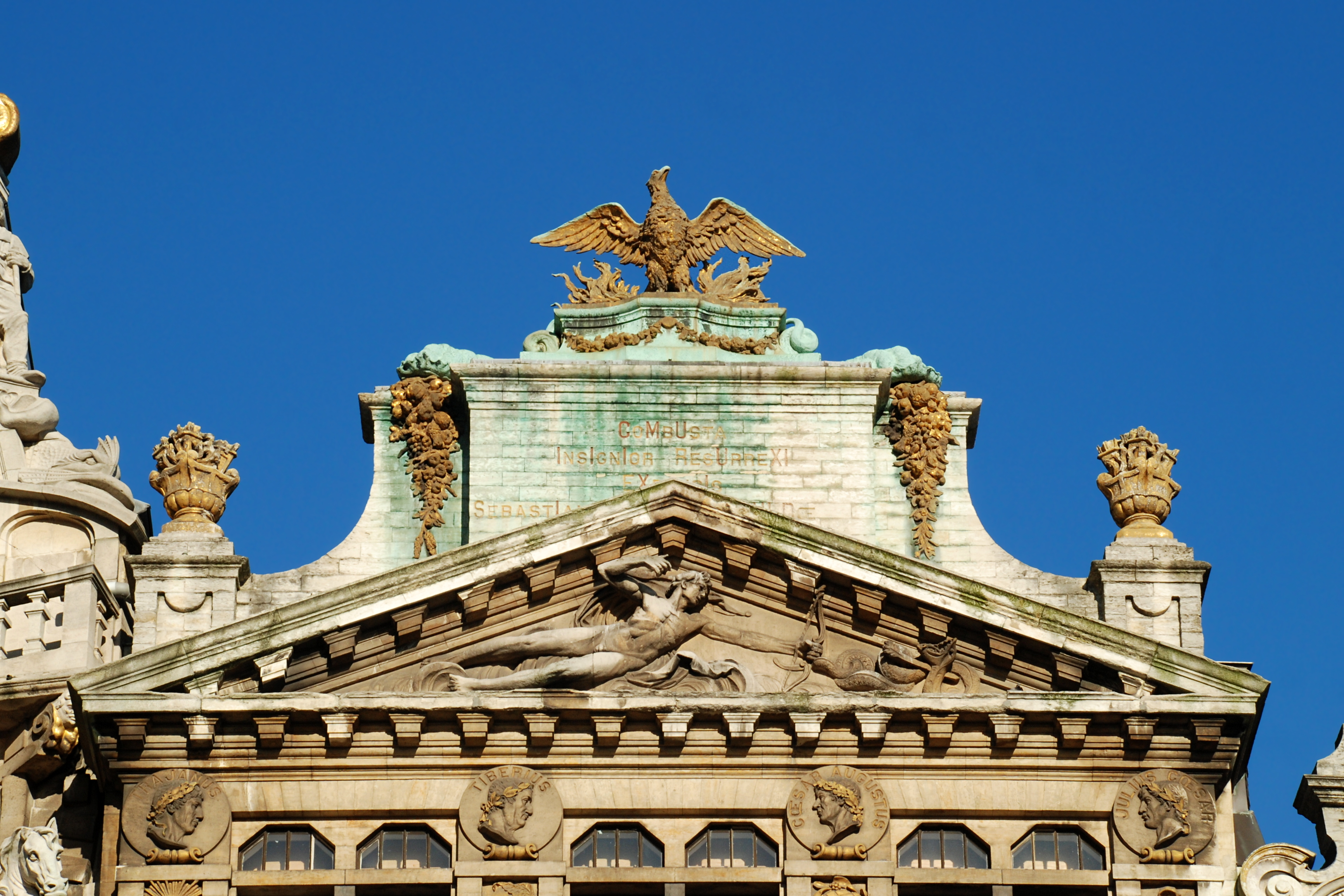
Der Phönix, der das Maison de la Louve in Brüssel besteigt

Der Phönix (griechisch Φοῖνιξ Phoînix, von altägyptisch Benu: ‚Der Wiedergeborene / Der neugeborene Sohn‘; lateinisch Phoenix) ist ein mythischer Vogel, der am Ende seines Lebenszyklus verbrennt oder stirbt, um aus dem verwesenden Leib oder aus seiner Asche wieder neu zu erstehen.
Diese Vorstellung findet sich heute noch in der Redewendung „Wie Phönix aus der Asche“ für etwas, das schon verloren geglaubt war, aber in neuem Glanz wieder erscheint.

## Antiker Mythos
Bereits in der ägyptischen Mythologie gibt es den meist mit dem Sonnengott oder auch mit Osiris verbundenen Benu, meist dargestellt in Form eines Reihers, der am Abend stirbt und bei Sonnenaufgang in der Morgenröte aufersteht.
Im antiken Griechenland berichtete Herodot von einem Mythos, den die altägyptischen Quellen nicht bestätigen:

„Noch einen heiligen Vogel gibt es, der heißt Phoinix. Ich habe ihn nur abgebildet gesehen, denn er kommt selten nach Ägypten, in Heliopolis sagt man, nur alle fünfhundert Jahre. Er soll nur dann kommen, wenn sein Vater gestorben ist. Wenn das Bild richtig ist, sieht er folgendermaßen aus. Sein Gefieder ist teils golden, teils ganz rot. In Bau und Größe gleicht er am meisten dem Adler. Von seinem Tun erzählt man folgendes, was mir aber nicht glaubhaft scheint. Er komme aus Arabien hergeflogen und bringe die Leiche seines Vaters, in Myrrhen gehüllt, in den Tempel des Helios, wo er sie begrabe. Er trage den Leichnam folgendermaßen. Zunächst forme er ein Ei aus Myrrhen, so groß er es tragen könne, und versuche es aufzuheben. Wenn er es erprobt, höhle er das Ei aus und lege die Leiche des Vaters hinein. Die Stelle, wo er das Ei ausgehöhlt und den Vater hineingelegt, klebe er dann wieder mit Myrrhen zu, und das Ei sei nun ebenso schwer wie vorher. Und nun trage er es nach Ägypten in den Tempel des Helios. So erzählt man von diesem Vogel.“

Auf dieser Beschreibung aufbauend verbreiteten in der Zeit des Hellenismus griechische und römische Autoren die Vorstellung, dass der Phönix aus der Asche des Osiris oder dessen sterblichen Überresten hervorgegangen sei und ein hohes Alter von vielen, meist fünf Jahrhunderten erreiche. Dazu baut er am Ende seines Lebens ein Nest, setzt sich hinein und verbrennt. Nach Erlöschen der Flammen bleibt ein Ei zurück, aus dem nach kurzer Zeit ein neuer Phönix schlüpft.
In der Spätantike wurde der Phönix dann zum Symbol der Unsterblichkeit, da er die Fähigkeit hatte, sich zu regenerieren, wenn Feinde ihn verwundet hatten. Bei den Christen galt er als Sinnbild der Auferstehung.
1758 beschreibt Linnaeus im Abschnitt Animalia Paradoxa seiner Systema Naturae auch legendäre Tiere ohne sie einer Art zuzuordnen. Zum Phönix heißt es „PHOENIX, Avis species, cujus unicum in mundo individuum, & quae decrepita ex ferali busto, quod sibi ex aromatibus struxerat, repuerascere fabulosè fertur, felicem subitura prioris vitae periodum.“ (PHOENIX, eine Vogelart, von der es weltweit nur ein einziges Exemplar gibt und die der Legende zufolge nach einem heruntergekommenen Leben aus einer verwilderten Büste, die sie sich aus Gewürzen gebaut hatte, wiedergeboren wurde, steht kurz vor einer glücklichen Phase ihres früheren Lebens.)

## Symbolik und Bedeutung
Die mythische Gestalt des Phönix entstand im Umfeld einer religiösen Weltanschauung, um die über viele Menschenalter dauernde zyklische Entwicklung von Glaubens- und Wertegemeinschaften zu erklären. Mit der Vorstellung, das Licht der Sonne sei die Grundlage allen Lebens, manifestierte sich die Idee, dass das göttliche Licht den Lebenszyklus bestimmt.
Vielen religiösen Kulturen sind diese langen Zyklen bekannt, wie beispielsweise den Sumerern, alten Ägyptern, Chinesen oder Maya. Laut der Bibel begann das Leben, nachdem Gott das Licht schuf.

## Rezeption
Das bedeutendste Opernhaus Venedigs, das nach einem Brand in den Jahren 1790 bis 1792 wiedererbaut wurde, trägt seitdem den Namen La Fenice.
In der Fantasy-Literatur und Spielen dieses Genres erscheinen der Phönix oder an dieses Fabelwesen angelehnte Gestalten in verschiedenen Formen. In der Computerspielreihe Final Fantasy tritt der Phönix als Wesen auf, das vom Spieler herbeigerufen werden kann und an verschiedenen Stellen in das Spielgeschehen eingreift; auch in den Spielen Age of Mythology und Warcraft III: The Frozen Throne kann ein Phönix beschworen werden, der sich durch seine eigene Hitze Schaden zufügt und sich bei seinem Tod in ein Ei verwandelt, aus dem er wieder aufersteht.
Im Manga Yu-Gi-Oh! ist er die „wahre Form des geflügelten Drachen des Ra“. Im Manga/Anime One Piece kann sich der Charakter Marco in einen Phönix verwandeln und besitzt dabei die Fähigkeit, sich selbst nach schweren oder tödlichen Verletzungen sofort wieder zu heilen. In der Videospielreihe Pokémon gibt es eine Figur namens Ho-Oh – eigentlich der japanische Name des Fenghuang –, die optisch an den Phönix angelehnt ist und deren spezieller Gegenstand, die „Zauberasche“, bereits besiegte Pokémon wiederbeleben kann. Bei Dragon Quest Monsters gibt es ebenfalls ein Monster mit dem Namen Phönix.
Eine umfangreiche Manga-Rezeption erfuhr der Phoenix in dem unvollendeten Zyklus Hi No Tori von Osamu Tezuka. Der Phönix ist die zentrale Figur, welche die zwölf miteinander verknüpften Erzählungen thematisch vereint.
Der Titel des Films Der Flug des Phoenix (1965) nimmt ebenfalls Bezug auf die Fähigkeit des Phönix, aus seiner eigenen Asche wieder zu erstehen. Im Kinofilm Star Trek: Der erste Kontakt (1996) ist „Phoenix“ der Name des ersten Raumschiffes der Menschheit, das sich mit Überlichtgeschwindigkeit fortbewegt.
Die Griechische Militärdiktatur verwendete einen Phönix als Logo, das im behördlichen Verkehr die Benutzung des Staatswappens begrenzte.
Im Star-Wars-Universum taucht der Phönix ebenfalls als Wappentier in einer stilisierten Form auf: So ist das Wappen der Rebellenallianz ein stilisierter Phönix, ebenso das Wappen des Jedi-Ordens und der Alten Republik. Im weiteren Verlauf der Geschichte innerhalb des „Expanded Universe“, also der Bücher, die zeitlich nach den Filmen spielen, taucht der Phönix wiederholt als Wappentier in Organisationen der Neuen Republik, des Jedi-Ordens oder der Galaktischen Allianz auf.
Das erste Album der englischen Rockband Wishbone Ash beinhaltet als letztes das über zehn Minuten lange epische Stück Phoenix.
Die Hauptfigur des japanischen Spiels Phoenix Wright trägt in der US- und Europa-Fassung auch den Namen Phoenix.
Der bekannte, freie Webbrowser Mozilla Firefox trug zu Beginn seiner Entwicklung (2002) den Namen Phoenix. Aus lizenzrechtlichen Gründen erfolgte 2003 die Umbenennung in Firebird (Feuervogel). Schließlich fand 2004 die vorläufig letzte Namensänderung in Firefox statt.
Mit dem Lied Rise Like a Phoenix gewann Conchita Wurst den Eurovision Song Contest 2014 in Kopenhagen.
In der Romanreihe Harry Potter griff die Schriftstellerin Joanne K. Rowling mit dem Phönix Fawkes, dem Haustier des Schulleiters Albus Dumbledore, den Mythos des aus der Asche auferstehenden Phönix, eines Vogels mit Wunderkräften, auf.

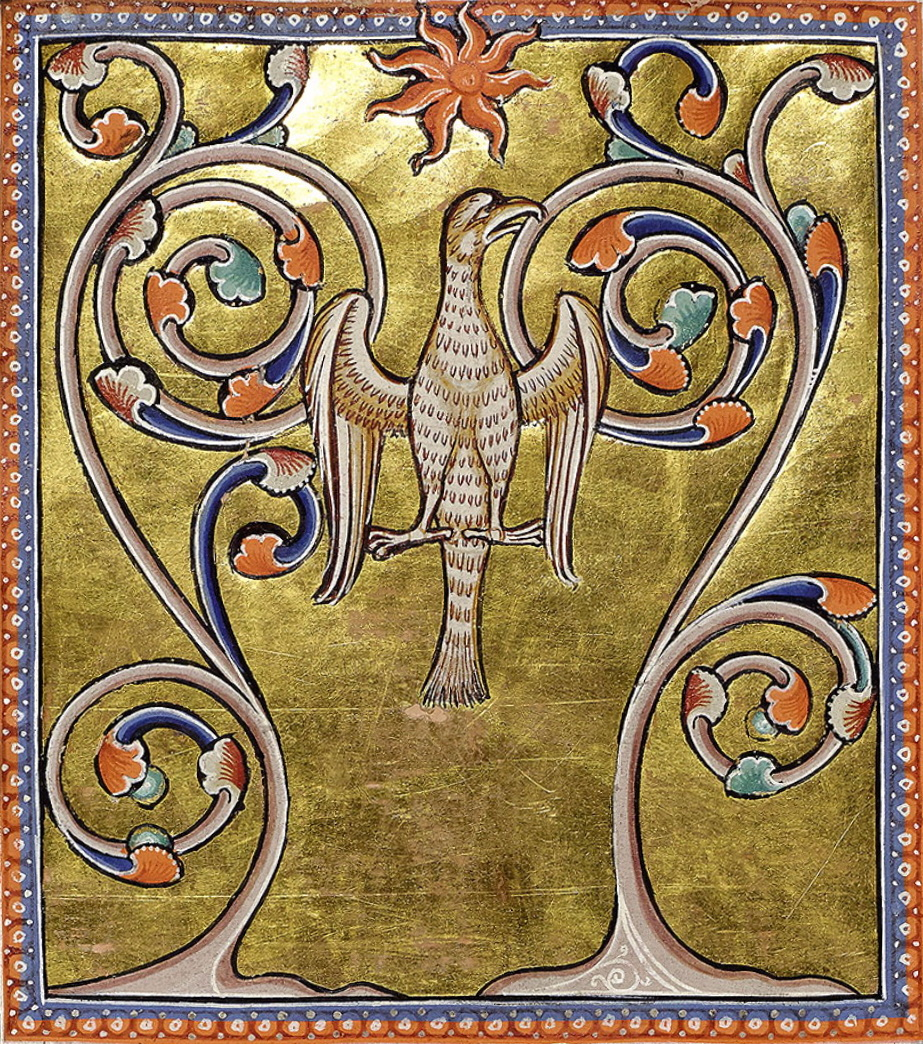
Wiederauferstehen des Phönix (Bestiarium von Aberdeen, 12. Jahrhundert)
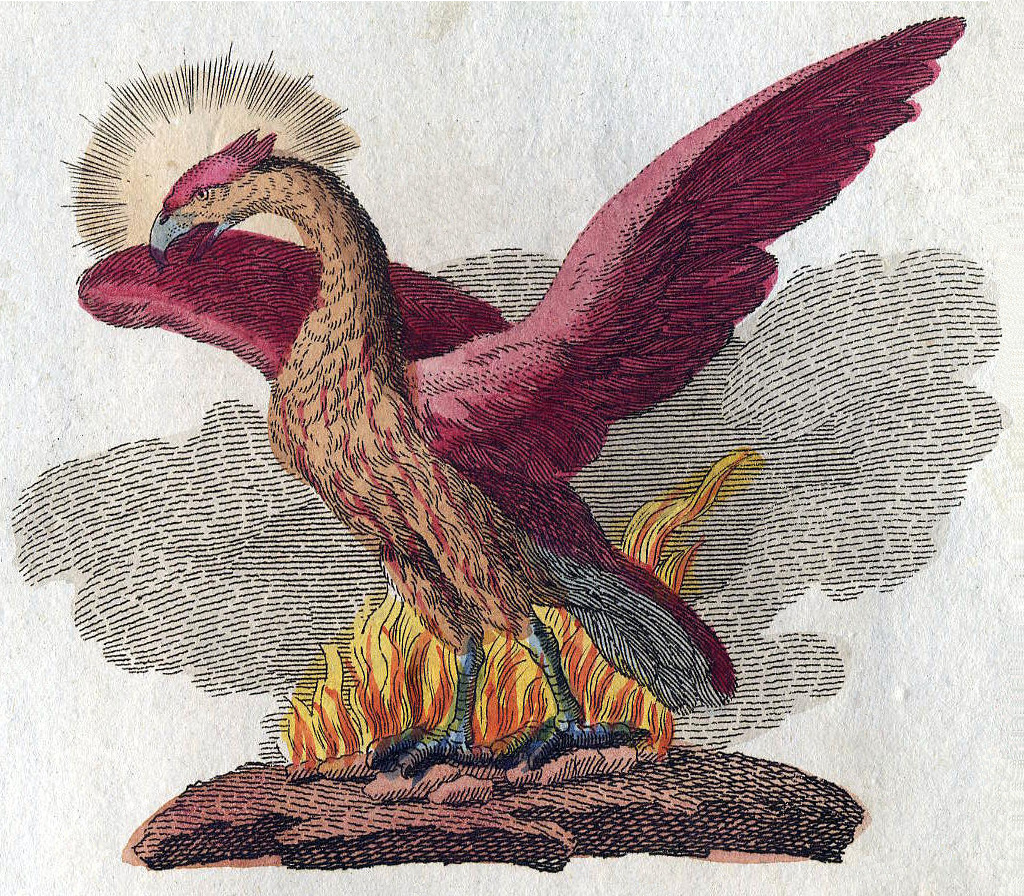
Phönix-Darstellung in Friedrich Justin Bertuchs Bilderbuch
Wappen der Gemeinde Bechtsrieth
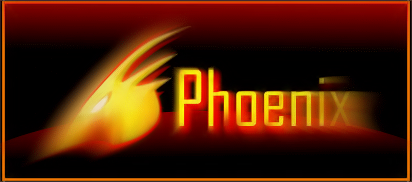
Webbrowser-Logo Phoenix (Vorläufer von FireFox)
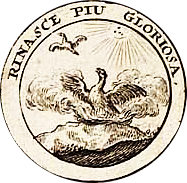
Rinasce piu gloriosa („Er entsteht neu in größerem Glanz“)